# Parhyale taurica
Parhyale taurica is een vlokreeftensoort uit de familie van de Hyalidae. De wetenschappelijke naam van de soort is voor het eerst geldig gepubliceerd in 2009 door Grintsov.